# UTC+3:30
UTC+3:30 користи Иран преко зиме.

## Као стандардно време (целе године)
- Иран